# Nepoko
Nepoko är en flod i Kongo-Kinshasa, ett biflöde till Aruwimi. Den rinner genom provinserna Haut-Uele, Bas-Uele och Tshopo, i den nordöstra delen av landet, 1 500 km nordost om huvudstaden Kinshasa.